# Christelijk-Sociale Partij (Nederland)
De Christelijk-Sociale Partij (CSP), opgericht in 1912, was een protestants-christelijke, anti-Roomse partij met socialistische trekjes. De partij richtte zich tegen de samenwerking van ARP en CHU met de RKSP. Daarnaast was zij voorstander van bedrijfsmedebezit en winstdeling voor arbeiders.

## Geschiedenis
De CSP was het geesteskind van mr. dr. A.R. van der Laar. Van der Laar trad in 1903 voor het eerst op de voorgrond toen hij partij koos tegen de Spoorwegstaking en optrad voor het door de protestants-christelijke vakorganisaties in het leven geroepen "Comité van Verdediging". Hield Van der Laar er in die jaren nog betrekkelijk behoudende denkbeelden op na en was hij een voorstander van de samenwerking tussen ARP, CHU en RKSP, enige jaren later werd hij een tegenstander van deze samenwerking en evolueerden zijn politieke denkbeelden in progressieve richting.
In 1912 richtte Van der Laar met geestverwanten de CSP op en werd gekozen tot haar voorzitter. De CSP onderscheidde zich van de in 1905 opgerichte Christen-Democratische Partij van de journalist A. Staalman omdat deze partij samenwerking met de RKSP en "ongelovigen" (d.w.z. aanhangers van seculiere partijen) niet uitsloot en bovendien in de ogen van Van der Laar niet progressief genoeg was. (De CDP bepleitte bijvoorbeeld het huismannenkiesrecht, terwijl de CSP naar algemeen kiesrecht streefde.) Er waren programmatische overeenkomsten met de Bond van Christen-Socialisten (BCS), bijvoorbeeld als het ging om de nationalisatie van bepaalde bedrijfstakken, maar de CSP was juist voorstander van privébezit. De sociale kwestie zou grotendeels kunnen worden opgelost door bedrijfsmedebezit en medezeggenschap voor arbeiders, alsmede winstdeling. Grootste verschil met de BCS was de afwijzing van de CSP van het antimilitarisme. De CSP was voorstander van een groot leger en gewapende neutraliteit.
Grote aandacht besteedde de CSP aan de volksgezondheid. Dit hing nauw samen met het feit dat twee vooraanstaande medici dr. C.D. Cramer, directeur van het Diaconessenhuis in Utrecht en de zenuwarts dr. E.A. Keuchenius binnen de CSP een belangrijke rol van betekenis speelden. Cramer en Keuchenius waren ervan overtuigd dat goede hygiëne (zoals schoon drinkwater, betaalbare geneesmiddelen en het tegen gaan van bodemverontreiniging) het aantal zieken onder de minderbedeelden zou terugdringen.
Bij de Tweede Kamerverkiezingen van 1913 behaalde de CSP 0,58% van de stemmen; onvoldoende voor een zetel. In 1917 deden kandidaten van de CSP in enkele kiesdistricten zonder succes mee aan de verkiezingen. In 1918 veroverde de partij met ruim 8000 stemmen (0,6%) 1 zetel. Die zetel ging in 1922 weer verloren. De partij wijzigde haar naam later in Protestantse Volkspartij (PVP). De PVP keerde zich - anders dan de CSP - tegen het militarisme en in het programma van deze partij werd het ontwapeningsstandpunt opgenomen. De PVP nam in 1925 zonder succes deel aan de verkiezingen. In 1926 ging de CSP op in de CDU.

## Beginselen
De CSP baseerde zich op de Bijbel. Zij benadrukte het protestants-christelijke karakter van Nederland en wilde de Nederlandse Hervormde Kerk financieel bevoordelen boven andere kerkgenootschappen. De bezitsverhoudingen dienden te worden gewijzigd, maar revolutie en klassenstrijd werden door haar afgewezen. Economisch belangrijke bedrijven moesten staatseigendom worden.
Andere opvallende programmapunten waren: alleen herinvoering van de doodstraf indien de rechters deze zelf ten uitvoer brengen, regeling van vervangende dienstplicht voor gewetensbezwaarden en maatregelen tegen bodem-, water- en luchtverontreiniging. Daarnaast was de partij tegen verplichte verzekeringen ("dwangverzekeringen")

## Voorman
De voorman van de CSP, en tussen 1918 en 1922 de enige vertegenwoordiger in de Tweede Kamer, was A.R. van de Laar.